# 90579 Gordonnelson
90579 Gordonnelson este un asteroid din centura principală de asteroizi.

## Descriere
90579 Gordonnelson este un asteroid din centura principală de asteroizi. A fost descoperit pe 15 aprilie 2004 în cadrul proiectului CSS. Asteroidul prezintă o orbită caracterizată de o semiaxă mare de 2,62 ua, o excentricitate de 0,21 și o înclinație de 12,5° în raport cu ecliptica.